# Phlebiopsis erubescens
Phlebiopsis erubescens är en svampart som beskrevs av Hjortstam & Ryvarden 2005. Phlebiopsis erubescens ingår i släktet Phlebiopsis och familjen Phanerochaetaceae.   Inga underarter finns listade i Catalogue of Life.